# Télé-Paris
Pour les articles homonymes, voir Télé-Paris (homonymie).
Pour l’article ayant un titre homophone, voir Téléparis.
Télé-Paris est une émission de télévision française quotidienne traitant de l'actualité culturelle parisienne, diffusée de 13 h à 13 h 20 sur RDF Télévision française puis RTF Télévision du 7 octobre 1947 au 31 juillet 1959. Télé-Paris, désigne également « Fernsehsender Paris » la chaîne de télévision antérieure à la RDF Télévision française, durant la période d'occupation allemande lors de la deuxième guerre mondiale.

## Histoire
À la radio, de 1937 jusqu'à 1940, Roger Féral accueille les personnalités faisant l'actualité dans son émission radiophonique Le bar des vedettes diffusée sur la station privée Radio 37. À la même période, la télévision publique balbutiante née le 29 juillet 1939, ne propose que quelques rendez-vous quotidiens qui ne touchent qu'un millier de téléviseurs, appareils encore très coûteux et rares à l'époque. Le 3 septembre 1939, Radiodiffusion nationale Télévision cesse ses programmes, à la suite de la déclaration de guerre et son émetteur est saboté par les techniciens de la Radiodiffusion nationale, le 6 juin 1940. Mais l'occupant allemand parvient à remettre en fonction un émetteur et la chaîne Fernsehsender Paris rapidement désignée par les Français comme « Télé-Paris », est officiellement lancée le 7 mai 1943. La chaîne Télé-Paris s'installe au 13-15 rue Cognacq-Jay, lieu que successivement la Radiodiffusion-télévision française, l'ORTF, TF1 puis France Télévisions et TV5 Monde utilisent entre 1946 et 1992, avant que l'année 2020 marque le départ de la dernière société de télévision à cette adresse, Cognacq-Jay Image. La chaîne Télé-Paris propose principalement des émissions culturelles et de divertissement, des représentations théâtrales en direct et divers entretiens avec des personnalités. Parmi les programmes de Télé-Paris en 1944, la formule de l'émission « Le Bar de la télévision » avec son décor de bistro parisien, lui-même adapté de l'émission radio Le bar des vedettes, inspire la formule de la formule télévisuelle créée par Roger Féral et Jacques Chabannes, diffusée à partir du 7 octobre 1947. 
Après la Libération, Roger Féral s'associe à Jacques Chabannes pour produire à la radio, l'émission Paris-Cocktail sur la station du Programme Parisien depuis le cabaret de Jean Rigaux, lequel coanime l'émission. À la radio, Paris-Cocktail devient ensuite Voici Paris. En 1946, alors que beaucoup d'émissions de télévision sont communes avec la radio, le président de la RDF, Wladimir Porché demande à Roger Féral et Jacques Chabannes de transposer Paris-Cocktail à la télévision, ce qui est effectif dès le 7 octobre 1947. 
La rentrée 1947 est l'occasion de mettre à jour le rendez-vous de l'actualité parisienne de la mi-journée, par une émission moins radiophonique et plus spécifiquement télévisuelle, qui prend le nom de Télé-Paris. Elle est diffusée de façon régulière cinq jours par semaine, d'abord de 12 h 50 à 13 h 05, puis de 13 h à 13 h 20 et est présentée par Roger Féral, avec la collaboration de Jacques Chabannes, Jacques Angelvin et du pianiste François Babault. Le son de l'émission est simultanément retransmis à la radio, sur la station Paris-Inter. Elle devient dès lors, la toute première émission quotidienne de la mi-journée à la télévision française publique, diffusée en direct. La deuxième édition du journal télévisé est programmée juste après, à partir de 1949. 
Le 25 septembre 1959, Roger Féral, Jacques Chabannes et Jacques Angelvin proposent une nouvelle formule de leur émission désormais baptisée Paris-Club.

## Principe de l'émission
Animée et produite pour la télévision par Roger Féral et Jacques Chabannes, Télé-Paris pourrait être considérée comme l'ancêtre des émissions de vie urbaine à la télévision. L'actualité culturelle dans la capitale, les pièces de théâtre, les spectacles de music-hall, les livres et disques y sont présentés sur le petit écran par les acteurs, chanteurs ou écrivains eux-mêmes, interrogés par les maîtres du lieu, Roger Féral et Jacques Chabannes.
De nombreux débutants font leurs armes à cette émission, parmi lesquels on peut noter Gilbert Bécaud, Line Renaud, Luis Mariano, Georges Brassens, Rika Zaraï.
Parmi les invités de Télé-Paris, on peut également mentionner : Édith Piaf, Patachou, l'abbé Pierre, Raoul Follereau, Louis Pasteur Vallery-Radot, Pierre Benoit, André François-Poncet, Maurice Garçon, Paul Claudel, Maurice Utrillo, Pierre Bourdan, Vincent Scotto, Claude Farrère, Salvador Dalí, Maurice Herzog, Alain Bombard, Paul-Émile Victor, Eleanor Roosevelt, femme du président défunt, Pierre Mendès France, Jacques Chaban-Delmas, Monseigneur Fernand Maillet, le père Raymond Léopold Bruckberger, Eddie Constantine, Charles Trenet, Gina Lollobrigida, Maureen O'Hara, Louis Aragon, Brigitte Bardot, Roger Vadim, Françoise Sagan, Joséphine Baker, François Périer, Bruno Coquatrix, Jean-Louis Barrault, Madeleine Renaud, Michel Galabru, etc.
Les personnalités invitées ne sont pas rémunérées. Le pianiste François Babault, qui interprète chaque jour en direct les génériques de début et de fin de l'émission, se charge le plus souvent de l'accompagnement musical.
Le journaliste Étienne Lalou a dit de cette émission : "C'est l'émission de variétés idéale : quoi de plus varié que ce défilé de chanteurs, de danseuses, d'écrivains, d'artistes, d'hommes politiques, de médecins, de généraux, d'avocats, de sportifs, de prêtres, d'explorateurs, de jockeys, de mannequins, de directeurs de quelque chose et parfois de pas grand-chose, c'est la comédie humaine..."